# Ситников, Иван Иванович
Иван Иванович Ситников (1895-1974) — железнодорожник, Герой Социалистического Труда (1943).

## Биография
Иван Ситников родился 25 февраля 1895 года в селе Новопавловка (ныне — Кашарский район Ростовской области). С 1905 года проживал на Дальнем Востоке, на территории современной Амурской области, где работал в поле, затем был батраком, пастухом. В 1914 году Ситников был призван на службу в царскую армию. Участвовал в боях Первой мировой войны. Участвовал в боях Гражданской войны, был тяжело ранен, партизанил во время японской оккупации Дальнего Востока. Работал на железной дороге путевым рабочим, стрелочником, бригадиром. Участвовал в строительстве Турксиба, но заболел малярией и был вынужден вернуться на Забайкальскую железную дорогу. Позднее стал составителем поездов и дежурным по путям, неоднократно получал премии, был награждён именными серебряными часами от народного комиссара путей сообщения СССР.
В начале Великой Отечественной войны был направлен в головной ремонтный поезд «Горем-31» на Северном Кавказе. Вместе со своей бригадой Ситников восстанавливал пути и железнодорожные мосты, повреждённые вражескими бомбардировками. Осенью 1942 года бригада участвовала в строительстве железной дороги Гагры-Сухуми длиной 120 километров. Несмотря на тяжёлые условия работы задание было выполнено на 5 дней раньше установленного срока. Работая на участке железной дороги Крымская-Варенниковская, Ситников был ранен осколками немецкой мины, но продолжал работать, пока не потерял сознание.
Указом Президиума Верховного Совета СССР от 5 ноября 1943 года за «особые заслуги в деле обеспечении перевозок для фронта и народного хозяйства и выдающиеся достижения в восстановлении железнодорожного хозяйства в трудных условиях военного времени» Иван Ситников был удостоен высокого звания Героя Социалистического Труда с вручением ордена Ленина и медали «Серп и Молот» за номером 114.
С марта 1945 года работал в сплавной конторе, так как по состоянию здоровья не мог продолжать работу на железной дороге. Проживал в городе Свободный Амурской области. Умер 27 марта 1974 года.
Был также награждён орденом Красной Звезды и рядом медалей.